# Pueblo palestino
El pueblo palestino (en árabe الشعب الفلسطينيّ, aš-šaʔb al-filasṭīniyy), llamado habitualmente palestinos o árabes palestinos (العرب الفلسطينيون, al-ʿArab al-filasṭīniyyūn), es un pueblo semita del Levante mediterráneo con orígenes familiares en la región histórica de Palestina y que constituye una de las poblaciones autóctonas del Estado de Palestina, Israel y Jordania.
Estudios genéticos realizados en la población palestina actual confirman que la mayoría de los habitantes de Palestina, incluyendo a los árabes israelíes, son descendientes de los pueblos indígenas del Levante austral (cristianos, judíos y otros). Un estudio de haplotipos de alta resolución demostró que una parte sustancial de los cromosomas Y, tanto de los judíos de Israel (70%) como de los palestinos musulmanes (82%), pertenecía al mismo grupo de cromosomas, demostrando así que judíos y árabes comparten una ascendencia común reciente. Desde la época de la conquista musulmana del territorio de la actual Palestina en el siglo VII, las conversiones religiosas, muchas veces buscando evitar la obligación de pagar la yizia (impuesto sobre las gentes del libro o dhimmi), han dado lugar a que la mayoría de los palestinos sean actualmente musulmanes, inicialmente chiíes y posteriormente suníes, aunque persiste una importante minoría cristiana de diferentes denominaciones, así como drusos y una pequeña comunidad samaritana. Aunque los judíos palestinos formaban parte de la población palestina previa a la creación del estado de Israel, pocos se identifican como palestinos actualmente. La aculturación, independientemente de la conversión al islam, ha resultado en que los palestinos fueran asimilados cultural y lingüísticamente por los conquistadores árabes.
Aproximadamente la mitad del pueblo palestino habita en la Palestina histórica; el resto conforman la diáspora palestina, que se ha instalado en multitud de países (sobre todo en Oriente Próximo) tras una serie de sucesos que afectaron a la población palestina entre los siglos XIX y XX, entre los que destacan la emigración para evitar el reclutamiento forzoso en el ejército otomano, al éxodo palestino de dos tercios de la población durante la guerra árabe-israelí de 1948 y la ocupación israelí de Palestina tras la Guerra de los Seis Días en 1967.

## Población

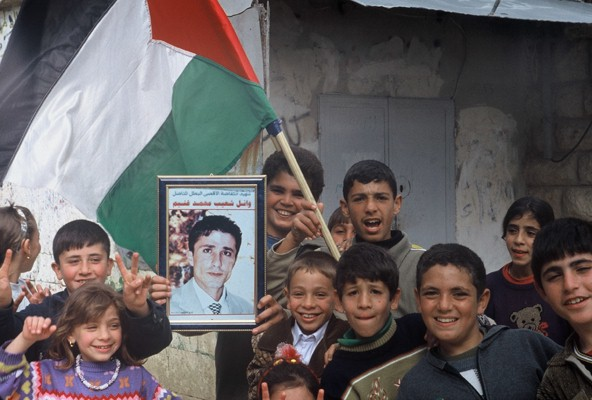
Funeral del joven baleado en Al-Khader, localidad al oeste de Belén, por el ejército israelí. febrero de 2001

La población total palestina, incluidos refugiados y desplazados del UNRWA, se estima en unos 10 millones de individuos, de los cuales aproximadamente la mitad continúa viviendo en la región histórica de Palestina, un área que abarcaba aproximadamente la actual Israel, el Estado de Palestina y el occidente de Jordania. La otra mitad de los palestinos constituyen lo que se conoce como la diáspora palestina, la mayoría de los cuales son refugiados apátridas que carecen de ciudadanía en algunos países. Más de tres millones y medio de ellos viven en la vecina Jordania, un millón es compartido entre Siria y el Líbano, y 400.000 en Arabia Saudita, siendo los aproximadamente 500.000 en Chile la mayor concentración fuera del mundo árabe.
La Agencia de Naciones Unidas para los refugiados de Palestina en Oriente Próximo (UNRWA) tiene registrados a más de 5 millones de refugiados palestinos repartidos entre la Franja de Gaza, Cisjordania, Siria, Líbano y Jordania. Casi un tercio de ellos, más de 1,4 millones, viven en 58 campamentos de refugiados que fueron creados tras la guerra árabe-israelí de 1948, en la que más de 700.000 palestinos perdieron sus casas y sus medios de vida. Los refugiados palestinos del siglo XXI son las personas desplazadas en aquel éxodo —llamado Nakba– y sus descendientes.
Según las estimaciones calculadas por la Oficina Central de Estadísticas de Palestina (PCBS por sus siglas en inglés) en 2017, el Estado de Palestina cuenta con 4.952.168 habitantes palestinos, de los que 3.008.770 viven en Cisjordania (incluida Jerusalén Este) y 1.943.398 en la Franja de Gaza.

## Lengua y religión

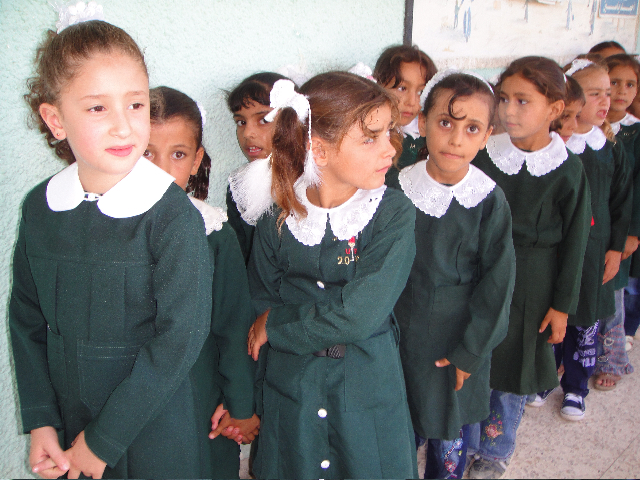
Estudiantes palestinas en la Franja de Gaza, 2009

La mayoría de los palestinos son musulmanes, en particular de la rama suní del islam, y hay una importante minoría cristiana de diversas confesiones, así como una pequeña comunidad samaritana. Como implica el etnónimo "árabe palestino", aplicado comúnmente, la lengua vernácula tradicional de los palestinos, independientemente de su religión, es el dialecto árabe palestino. Los ciudadanos árabes de Israel son en muchos casos bilingües, al utilizar también el hebreo. Estudios genéticos modernos han sugerido que los palestinos como grupo étnico representan los modernos "descendientes de un núcleo de población que vivía en la zona desde los tiempos prehistóricos", anterior a la conquista árabe musulmana que estableció el árabe como la lengua franca, y que finalmente se convirtió en la única lengua vernácula de sus habitantes, la mayoría de los cuales, con el tiempo, también se convirtió al islam. El 90 % de los palestinos que viven en América son de religión cristiana.

## Historia

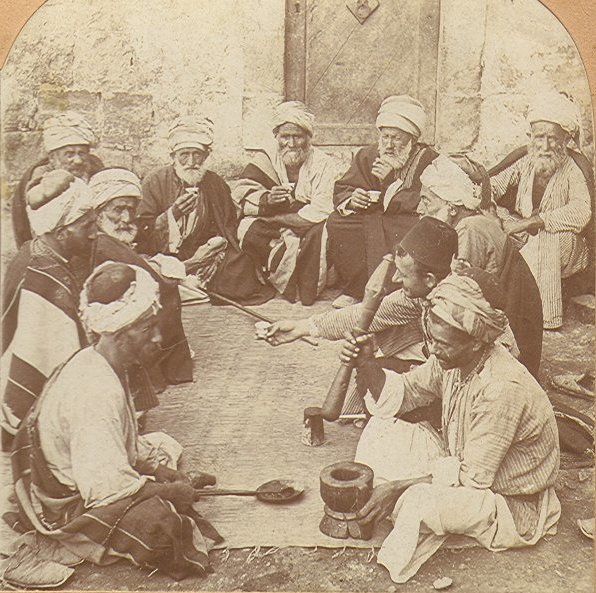
Árabes palestinos tomando café a principios del.

Bajo el Mandato Británico de Palestina (1920-1948), formado como consecuencia de la partición del Imperio otomano, el término «palestino» se refería a todos los habitantes que residían en aquel territorio sin distinciones religiosas o étnicas, y los habitantes a los que las autoridades mandatarias concedían la ciudadanía se denominaban «ciudadanos palestinos». El término «palestino» se usaba por ejemplo en denominaciones como «regimiento palestino» (en inglés Palestine Regiment), que era la brigada judía de infantería del ejército británico durante la Segunda Guerra Mundial, o en «Talmud palestino», un término alternativo para «Talmud de Jerusalén» que se emplea en fuentes académicas. Se usaba así el término "palestino" como habitante de la región de Palestina, nombre con el que se ha conocido desde tiempos romanos a la zona del Levante mediterráneo ubicadas entre el mar Mediterráneo y el río Jordán.
La toma de conciencia del pueblo palestino como una entidad política distinta aunque integrada dentro del pueblo árabe tuvo lugar en las primeras décadas del siglo XX, espoleada en gran medida por la creciente certeza de que los numerosos inmigrantes sionistas que estaban implantándose en la región acabarían por ser un problema para sus habitantes. El uso generalizado del término "palestino" como autónimo referido a la concepción nacionalista de un "pueblo palestino" identificado con la población autóctona de habla árabe comenzó antes del estallido de la Primera Guerra Mundial. El periódico Filastin, publicado por primera vez en Jaffa en 1911, fue una de las primeras publicaciones que habló del pueblo palestino como tal y que ayudó a conformar la identidad nacional palestina. En mayo de 1914 publicó una editorial en la que hablaba del "pueblo palestino" como un sujeto político y en la que advertía de los problemas que causarían las numerosas oleadas de inmigración judía a la "nación palestina" (Al-Umma Al-Falastinia). El tercer Congreso Árabe-Palestino, celebrado en Haifa en 1920, fue especialmente importante para la creación de la identidad nacional palestina porque de él surgió el Ejecutivo Árabe, que sería el principal órgano de representación del pueblo palestino durante los años treinta, y porque se abandonaron las pretensiones panarabistas de unir a Palestina con la Gran Siria, optándose en su lugar por la lucha por una Palestina independiente. Musa Kazem al-Husayni, presidente del Comité Ejecutivo del Congreso Árabe-Palestino, expresó esta misma idea en un discurso: "Ya no somos el Sur de Siria. Debemos defender Palestina". La primera exigencia de independencia nacional fue emitida por el congreso sirio-palestino del 21 de septiembre de 1921. En 1921 se fundó la Unión de Mujeres Palestinas en Jerusalén, de la mano de Zalikha al-Shihabi y Emilia Sakakini. En los años veinte comenzaron a aparecer trabajos académicos sobre la geografía y la historia del pueblo palestino. Sin embargo, en contraste con el reconocimiento que el Reino Unido había dado a la Organización Sionista Mundial o a la Agencia Judía, los Congresos Árabe-Palestinos nunca fueron reconocidos oficialmente por las autoridades coloniales británicas.

Mandato Británico de Palestina.

En 1932 se fundó el partido político Istiqlal (Independencia) ante la frustración por la inacción de los mandatarios árabes, el miedo a la creciente fuerza y confianza de los sionistas y la ilusión creada por la reciente independencia de Irak. Liderado por Awni Abdel-Hadi y conformado en parte por profesores y periodistas que admiraban la lucha de Gandhi en la India, supuso un cambio en los círculos del nacionalismo palestino, hasta entonces dirigido por las élites aristocráticas y burguesas de la sociedad.
Posteriormente a la Declaración de independencia de Israel en 1948, el empleo de los términos «Palestina» y «palestino» por y para los judíos de la Palestina histórica cayó en desuso. Por ejemplo, el periódico en lengua inglesa The Palestine Post, fundado por judíos en 1932, cambió su nombre en 1950 por el de Jerusalem Post. Desde entonces los judíos de Israel y de los asentamientos situados en Cisjordania se consideran israelíes. Los ciudadanos árabes de Israel pueden identificarse como israelíes, palestinos y/o árabes.
Después de la creación del Estado de Israel y los éxodos de 1948 y 1967, el término vino a significar no solo un lugar de origen, sino la afirmación de un pasado común y un futuro en forma de nación-estado palestino.
Los primeros pasos hacia la creación de una organización representativa del pueblo palestino se dieron en la primera cumbre de los Estados árabes en enero de 1964. A instancias de ésta, a partir del mes de febrero el representante de Palestina ante la Liga Árabe, Ahmed Shukeiri, preparó la convocatoria de un Consejo Nacional Palestino (también llamado Asamblea o Congreso en aquel momento) en Jerusalén para el mes de mayo. A tal fin se constituyeron comités que seleccionaron a 422 miembros representativos de la comunidad palestina: alcaldes y presidentes de consejos rurales y urbanos de la Franja de Gaza y Cisjordania, diputados en el Parlamento de Jordania, profesionales, campesinos, sindicalistas y representantes de los campos de refugiados así como de organizaciones de mujeres y de estudiantes. En su sesión del 1 de junio de 1964, el Consejo adoptó resoluciones orientadas a dotar a los palestinos de infraestructuras militares, financieras, políticas y administrativas, y proclamó la creación de la Organización para la Liberación de Palestina (OLP).
La OLP representó al pueblo palestino ante la comunidad internacional a partir de 1974, año en que fue reconocida como su único representante legítimo por los Estados árabes y la ONU, cuya asamblea general le concedió el estatus de observador en calidad de movimiento de liberación nacional.
El objetivo declarado de la OLP era la destrucción del Estado de Israel mediante la "lucha armada" e inicialmente era controlada por el gobierno egipcio. La carta orgánica original de la OLP llamaba abiertamente a la aniquilación de Israel, así como el retorno de los refugiados palestinos y la autodeterminación de los árabes palestinos, que en ese momento se encontraban bajo la ocupación jordana y egipcia de los territorios de Cisjordania y la Franja de Gaza respectivamente. En dicha carta la creación de un Estado palestino no era mencionada, aunque posteriormente la OLP adoptó la idea de fundar un Estado independiente para los palestinos desde el Río Jordán hasta el Mar Mediterráneo.
La Primera Intifada (1987–93) fue la primera revuelta popular palestina contra la ocupación israelí de 1967, y seguidamente la OLP proclamó unilateralmente en 1988 la independencia de Palestina, que fue reconocida entonces por 94 países. El Consejo Nacional Palestino emitió un documento anexo a la declaración de independencia, que pedía la retirada de Israel de los territorios ocupados desde junio de 1967, la devolución de la parte árabe de Jerusalén, una justa solución al problema de los refugiados y la convocatoria de una conferencia internacional de paz sobre la base de las resoluciones 242 y 338 del Consejo de Seguridad de las Naciones Unidas. Estos acontecimientos contribuyeron a reforzar el sentimiento de una identidad nacional palestina.
En 1993 se firmaron los Acuerdos de Oslo, el primer acuerdo interino de paz israelí-palestino. Estaba previsto que el proceso durara cinco años y terminara en 1999, cuando empezó la retirada de las fuerzas israelíes de la Franja de Gaza y del área de Jericó. El vencimiento del plazo sin que Israel reconociera el Estado de Palestina ni diera por terminada la ocupación dio lugar a la Segunda Intifada en el año 2000, que fue más violenta que la primera.
En una opinión consultativa emitida en 2004, la Corte Internacional de Justicia observó que dado que Israel había decidido reconocer a la OLP como representante del pueblo palestino, su existencia ya no era cuestionable. La Corte apuntó también que el acuerdo interino israelí-palestino sobre la Franja de Gaza y Cisjordania del 28 de septiembre de 1995 hacía numerosas referencias al pueblo palestino y a sus «legítimos derechos». Con respecto al derecho del pueblo palestino a formar un Estado soberano independiente, el jurista alemán Thomas Giegerich afirmó que «El derecho a la autodeterminación otorga al pueblo palestino de forma colectiva el derecho inalienable de determinar libremente su estatus político, mientras que Israel, que ha reconocido el pueblo palestino como un pueblo separado, está obligado a promover y a respetar ese derecho de conformidad con la Carta de las Naciones Unidas».
La Autoridad Nacional Palestina fue establecida oficialmente a raíz de los Acuerdos de Oslo como el órgano administrativo provisional nominalmente responsable de la administración de los centros de población palestina en Cisjordania y la Franja de Gaza.
Tras la admisión de Palestina como país miembro de la Unesco el 31 de octubre de 2011, al año siguiente, el 29 de noviembre de 2012, la Asamblea General de las Naciones Unidas debatió el cambio de estatus del territorio palestino en la organización, para que pasara de ser «entidad» a "Estado observador no miembro", lo que significaría un avance diplomático para la creación del Estado palestino independiente de Israel. La petición de Palestina fue aprobada el mismo día con 138 votos a favor, 41 abstenciones y 9 votos en contra. La resolución, copatrocinada por 60 países, se pronunció a favor de los derechos inalienables del pueblo palestino y pugnó por el fin de la ocupación israelí iniciada en 1967 y por un Estado palestino independiente, soberano, democrático y contiguo con las fronteras definidas antes de 1967.
Al mes siguiente, en diciembre de 2012, la ONU sustituyó el nombre de «Palestina» por el de «Estado de Palestina», reconociendo implícitamente a Mahmud Abbas como presidente del nuevo Estado. En consonancia con la terminología adoptada por las Naciones Unidas, un decreto promulgado el 5 de enero de 2013 por el presidente palestino sustituyó oficialmente el nombre de «Autoridad Nacional Palestina» por «Estado de Palestina». A finales de 2023, 139 países reconocían oficialmente al Estado de Palestina.